# Civella-Familie
Die Civella-Familie (Kansas City Crime Family) ist eine italo-amerikanische Mafiafamilie der US-amerikanischen Cosa Nostra mit Hauptsitz in Kansas City (Missouri).
Zumeist standen die „Familien“ der großen Städte der USA unter der Kontrolle der Fünf Familien von New York City oder des Chicago Outfit; Letzterem unterstand in gewisser Weise auch die „Kansas City-Familie“. Allerdings spielte die Persönlichkeit des jeweiligen Oberhauptes eine Rolle, wie stark diese Abhängigkeit in der Praxis ausfiel.

## Geschichte

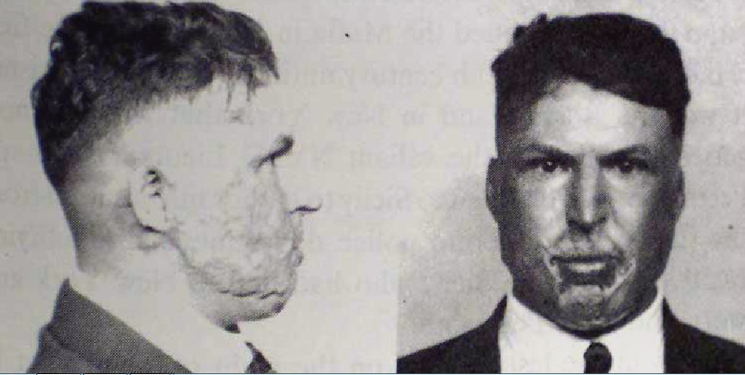
„Joe Scarface“ DiGiovanni

Die Geschichte der Familie begann, als zwei berüchtigte Mafiosi, die DiGiovanni-Brüder, 1912 aus Sizilien nach Kansas City flohen und eine Vielzahl von kriminellen Operationen tätigten. Bei den Brüdern handelt es sich um Joseph „Joe Church“ DiGiovanni und Peter „Sugarhouse Pete“ DiGiovanni.

### Prohibition und Schutzgeld
Ihr Vermögen hat sich mit der Einführung der Prohibition in den Vereinigten Staaten stark verbessert, da sie die einzigen Anbieter waren die während dieser Zeit in Kansas City illegal Alkohol verkauften. Mit der Zeit wurde der Großteil der Geschäfte durch John Lazia kontrolliert, der später die führende Figur wurde als die Organisation zu expandieren begann.
Als die Prohibition 1933 aufgehoben wurde, begann die Familie sich auf alte Geschäftspraktiken der Mafia zu besinnen und verlegte sich auf die Schutzgelderpressung der Bars.
Am 10. Juli 1934 wurde Lazia ermordet; vermutlich auf Befehl seines Underboss Charles Carrollo, der – bis zu seiner eigenen Verhaftung wegen Steuerhinterziehung im Jahr 1939 – als neuer Boss angesehen wurde.
Unterboss Charles Binaggio wurde sein Nachfolger und baute den Bereiche der Schutzgelderpressung weiter aus. Mit Hilfe von Binaggio wurde Forrest Smith im Jahr 1948 zum Gouverneur von Missouri gewählt und trat sein Amt am 10. Januar 1949 an.
Gegen Ende der 1940er Jahre wurde Binaggio von der Mafia-Kommission als Risiko eingestuft und sein Tod wurde beschlossen. Er wurde am 6. April 1950 ermordet und sein Nachfolger wurde Anthony Gizzo, der allerdings bereits 1953 an einem Herzinfarkt starb.

### Civella-Familie
Der neue Boss wurde nun Nicholas Civella, der Allianzen mit anderen Familien einging und die Macht der Familie erweiterte. Civella investierte mit Hilfe des Pensionsfonds der Teamsters-Gewerkschaft in die Kasinos von Las Vegas.
1975 wurde er inhaftiert, da es illegale Wetten beim Super-Bowl-Spiel Minnesota Vikings gegen die Kansas City Chiefs im Jahr 1970 gegeben hatte. In dieser Zeit entbrannte auch ein interner Familienstreit über die Kontrolle des River Quay- Amusierviertel, bei dem drei Gebäude in die Luft flogen und mehrere Gangster ums Leben kamen.
Im Jahr 1980 wurde Civella der Schutzgelderpressungen für schuldig befunden, im Jahr 1983 entlassen und er starb noch im selben Jahr an Lungenkrebs. Sein Bruder Carl Civella wurde neues Oberhaupt der Familie, aber bereits ein Jahr später selbst inhaftiert.
Das FBI von Kansas City, war den Mafia-Beteiligung am Tropicana Casino in Las Vegas auf die Spur gekommen und startete eine großangelegte Untersuchung, welche unter dem Decknamen „Operation Strawman“ (am: Operation Strohmann) lief und bei der zahlreiche Mafiagrößen und dessen Assoziierte abgehört wurden.
Mit den Beweisen – die bei dieser Untersuchung bis in die späten 1970er Jahre gesammelt wurden – konnte das FBI nachweisen, dass aus dem Tropicana illegal Gelder abgeschöpft worden waren; was einerseits ohnehin illegal war aber auch eine Steuerhinterziehung darstellte. Als Kontaktmann im Kasinos selbst fungierte Joseph Agosto, offiziell nur Leiter der „Tropicana Folies Bergere show“. (Der eigentliche Big Boss im Hintergrund war nicht Civella, sondern der ihn – als Oberhaupt des Chicago Outfit – beherrschende Joseph Aiuppa.)
Im Jahr 1981 wurden Agosto, Nicholas Civella, sein Bruder Carl Civella, Acting-Boss Carl DeLuna und Carl Thomas, welcher die Gelder mit zwei weiteren Männern abschöpfte, angeklagt und 1983 verurteilt. Diese Ereignisse wurden 1995 auch in Martin Scorsese’s Casino verfilmt.

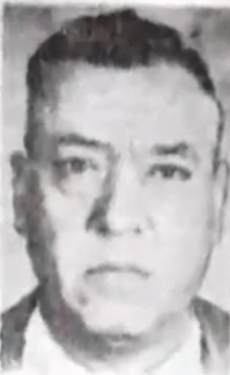
William Dominick Cammisano, Sr.

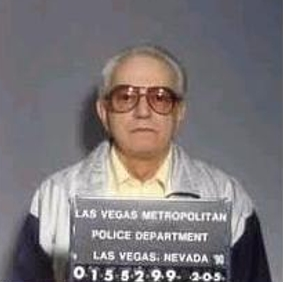
Anthony Civella

1984 wurde William Cammisano, Sr. bis zu seinem Tod im Jahr 1995 neuer Boss und Anthony Civella, der Sohn von Carl Civella, wurde sein Nachfolger. Anthony Civella starb 2006, wie auch das frühere Oberhaupt Anthony Gizzo, an einem Herzinfarkt. Laut dem FBI bestand die Familie Ende der 1990er Jahre aus geschätzten 25 vollwertigen Mitgliedern.

### Gegenwart
Es wird angenommen, dass der Patensohn von Anthony Civella, John Sciortino, auch bekannt als „Johnny Joe“, der neue Boss der Familie ist und William Cammisano, Jr. als Underboss durch „Las Vegas Pete“ Simone ersetzt wurde. Die Mafia aus Kansas City hatte traditionell – im Gegensatz zu fast allen anderen Mafiafamilien – nie einen Consigliere, aber das FBI in Missouri geht heute davon aus, dass Frank DeLuna – Carls jüngerer Bruder – für Sciortino als Berater fungiert.

## Historische Führung

### Oberhaupt der Familie
Nicht immer ist das Oberhaupt einer Familie so eindeutig zu identifizieren; insbesondere, wenn durch eine Haftstrafe ein anderes Familienmitglied in den Vordergrund rückt. Die Betrachtung von außen macht es nicht immer einfach, ein neues Oberhaupt als solches zu erkennen bzw. dessen genaue Amtszeit festzustellen.
Außerdem scheint sich gewissermaßen ein Präsidialsystem durchzusetzen; d. h. das Oberhaupt verlagert seine Macht mehr auf einen sogenannten „acting boss“ und/oder „street boss“, die ihrerseits wiederum das Oberhaupt als solches weiter anerkennen, auch wenn es zum Beispiel in Haft sitzen sollte.
| Zeitraum   | Name                                       | Spitzname                | Lebenszeit | Todesursache                | Anmerkung                                          |
| ---------- | ------------------------------------------ | ------------------------ | ---------- | --------------------------- | -------------------------------------------------- |
| 1912–1931  | Joseph DiGiovanni                          | Joe Church; Joe Scarface | 1888–1971  | natürlicher Tod             |                                                    |
| 1931–1934  | John Lazia                                 | Brother John             | 1896–1934  | 1934 ermordet               |                                                    |
| 1934–1939  | Charles Vincent Carrollo                   | Charlie the Wop          | 1902–1979  | natürlicher Tod             | 1939–1954 inhaftiert / später ausgewiesen          |
| 1939–1950  | Charles Binaggio                           |                          | 1909–1950  | am 5. April 1950 erschossen |                                                    |
| 1950–1953  | Anthony Robert Gizzo                       |                          | 1902–1953  | Herzinfarkt                 |                                                    |
| 1953–1983  | Nicholas Civella (Giuseppe Nicoli Civella) | Nick                     | 1912–1983  | Lungenkrebs                 | 1977–1983 inhaftiert                               |
| 1983–1984  | Carl Civella                               | Corky                    | 1910–1994  | natürlicher Tod             | Bruder von Nicholas Civella ; 1984–1994 inhaftiert |
| 1984–1995  | William Dominick Cammisano, Sr.            | Willie the Rat           | 1914–1995  | Multiorganversagen          |                                                    |
| 1995–2006  | Anthony Thomas Civella                     | Tony Ripe                | 1930–2006  | Herzinfarkt                 | Sohn von Carl Civella ; 1992–1996 inhaftiert       |
| 2006-heute | John Sciortino                             | Johnny Joe               | 1943-heute |                             |                                                    |

Acting Boss
- 1977–1979: Carl Angelo DeLuna ; Spitzname: „Tuffy“ ; *1927–2008 ; Schwager von Nicholas Civella
- 1979–1983: Carl Civella ; Spitzname: „Corky“ ; *1910–1994 ; wurde 1983 Boss
- 1992–1997: John Sciortino ; Spitzname: „Johnny Joe“ ; *1943-heute ; wurde 2006 Boss

### Underboss der Familie
Der Underboss ist die Nummer zwei in der Verbrecher-Familie, er ist der stellvertretende Direktor des Syndikats. Er sammelt Informationen für den Boss, gibt Befehle und Instruktionen an die Untergebenen weiter. In Abwesenheit des Bosses führt er die kriminelle Gruppe.
| Zeitraum   | Name                                       | Spitzname       | Lebenszeit | Todesursache                | Anmerkung                                |
| ---------- | ------------------------------------------ | --------------- | ---------- | --------------------------- | ---------------------------------------- |
| ????–1934  | Charles Vincent Carrollo                   | Charlie the Wop | 1902–1979  | natürlicher Tod             | wurde 1934 Boss                          |
| 1934–1939  | Charles Binaggio                           |                 | 1909–1950  | am 5. April 1950 erschossen | wurde 1939 Boss                          |
| 1939–1950  | Anthony Robert Gizzo                       |                 | 1902–1953  | Herzinfarkt                 | wurde 1950 Boss                          |
| 1950–1953  | Nicholas Civella (Giuseppe Nicoli Civella) | Nick            | 1912–1983  | Lungenkrebs                 | wurde 1953 Boss                          |
| 1953–1979  | Carl Civella                               | Corky           | 1910–1994  | natürlicher Tod             | wurde 1979 Acting Boss                   |
| 1979–????  | Carl Angelo DeLuna                         | Tuffy           | 1927–2008  | natürlicher Tod             | 1981–1998 inhaftiert                     |
| 1995–2006  | William Dominick Cammisano, Jr.            | Little Willie   | 1949-heute |                             | Sohn von William Dominick Cammisano, Sr. |
| 2006-heute | Peter Joseph Simone                        | Las Vegas Pete  | 1945–heute |                             |                                          |

## Filme und Dokumentationen
- 1975: Die Gangsterschlacht von Kansas City ; John Lazia wird gespielt von Harris Yulin.
- 1995: Casino ; Die Rolle „Artie Piscano“ (gespielt von Vinny Vella) basiert auf Carl DeLuna und die Rolle „Vincent Borelli“ (gespielt von Joseph Rigano) basiert auf Nick Civella.
- 1996: Kansas City ; John Lazia wird gespielt von Joe DiGirolamo.
- 2013: Gangland Wire ; Dokumentation von Gary Jenkins.